# Katarzyna Karlsdotter
Katarzyna szw. Katarina Karlsdotter (Gumsehuvud) (ur. 1418 zm. 7 września 1450) – królowa Szwecji i Norwegii.
Rodzicami jej byli radca królewski Karl Ormsson Gumsehuvud i jego żona Märta Gregersdotter. 5 października 1438 poślubiła na zamku w Sztokholmie owdowiałego regenta i późniejszego króla Szwecji i Norwegii Karola VIII Knutssona Bonde, stając się jego drugą żoną. Koronowana wraz z mężem w katedrze w Uppsali 2 lipca 1448 r. Została pochowana w klasztorze w Vadstena.

## Potomstwo
- Magdalena (zm. 1495)
- Brygida (zakonnica w Vadstena)
- czterech synów, którzy zmarli w dzieciństwie
- dwie inne córki.